# 66 (песня)
«66» — песня американского рэпера Lil Yachty при участии Trippie Redd. Она была выпущена со второго студийного альбома Yachty Lil Boat 2. Песня достигла 73 места в чарте Billboard Hot 100. Это первая коллаборация между Lil Yachty и Trippie Redd.

## Музыкальное видео
Музыкальное видео было выпущено 16 августа 2018 года и было снято Дрю Киршем, Михаилом Андичем и самим Yachty. Трейс Уильям Коуэн из Complex назвал видео «зловещим».

## Критический приём
Песня получила в целом положительные отзывы. Джошуа Минсу Ким из Spin назвал этот трек лучшим из Lil Boat 2, заявив, что он в основном великолепен «из-за мелодичной чувствительности Trippie Redd». Сэм Мур из New Musical Express сравнил стиль «66» и стиль Yung Lean.

## Коммерческий успех
Менее чем за неделю песня достигла более пяти миллионов прослушиваний на Spotify, что вдвое больше, чем песня «Baby Daddy» при участии Lil Pump и Offset. Песня дебютировала и достигла своего пика 73 номера в Billboard Hot 100 и 36 номера в чарте Hot R&B/Hip-Hop Songs.

## Чарты
| Чарт (2018)                           | Высшая позиция |
| ------------------------------------- | -------------- |
| Канада (Canadian Hot 100)             | 74             |
| Новая Зеландия (RMNZ)                 | 3              |
| США (Billboard Hot 100)               | 73             |
| США (Billboard Hot R&B/Hip-Hop Songs) | 36             |